# Orient Airways
Orient Airways (урду اورینٹ ایَیر ویز لمیٹڈ‎‎) — бывшая авиакомпания, основанная в 1946 году и базировавшаяся в городе Калькутта (который располагается в Индии). С 1947 года авиакомпания была определена в качестве национального авиаперевозчика нового государства Пакистан. В 1955 году авиакомпанию реорганизовали в Pakistan International Airlines. Стала первой и единственной мусульманской авиакомпанией в Британской Индии.

## История
Авиакомпания была зарегистрирована в городе Калькутта, на тот момент Британской Индии, 23 октября 1946 года. Первоначальные инвестиции были предоставлены компаниями Ispahani, Adamjee, Arag group. Мирза Ахмад Испахани, первый председатель авиакомпании и воздушный вице-маршал О.К. Картер, генеральный менеджер, получили лицензию на операционную деятельность в мае 1947 года. Четыре первых самолёта авиакомпании, Douglas DC-3, были получены из американского города Темпл (штат Техас) в феврале 1947 года, а их эксплуатация начались 4 июня 1947 года. Первым обслуживаемым маршрутом стал рейс Калькутта—Ситуэ—Янгон (Мьянма), который оказался первым послевоенным международным рейсом, выполненным авиакомпанией, имеющей регистрацию в Британской Индии.
Orient Airways начала обслуживать важный маршрут Карачи—Дели, который связал два новых государства, образовавшихся после ликвидации Британской Индии, Индию и Пакистан. Затем был открыт и налажен маршрут между Карачи и Даккой, главным городом Восточного Пакистана (который на тот момент являлся частью государства Пакистан, сейчас это независимое государство Бангладеш). 
Авиакомпания испытывала определенные финансовые затруднения, в результате чего ее флот составили лишь 2 самолёта DC-3, которые обслуживались тремя членами экипажа и двенадцатью механиками. Авиакомпания стала обслуживать маршруты Карачи—Лахор—Пешавар, Карачи—Кветет—Лахор и Карачи—Дели—Калькутта—Дакка. К концу 1949 года Orient Airways сумела приобрести 10 DC-3 и 3 Convair 240, которые были поставлены на главные маршруты. В 1950 году становилось все более очевидным, что требуется увеличение числа рейсов и обслуживающих их самолётов в связи с резко возросшим спросом со стороны населения.

## Флот

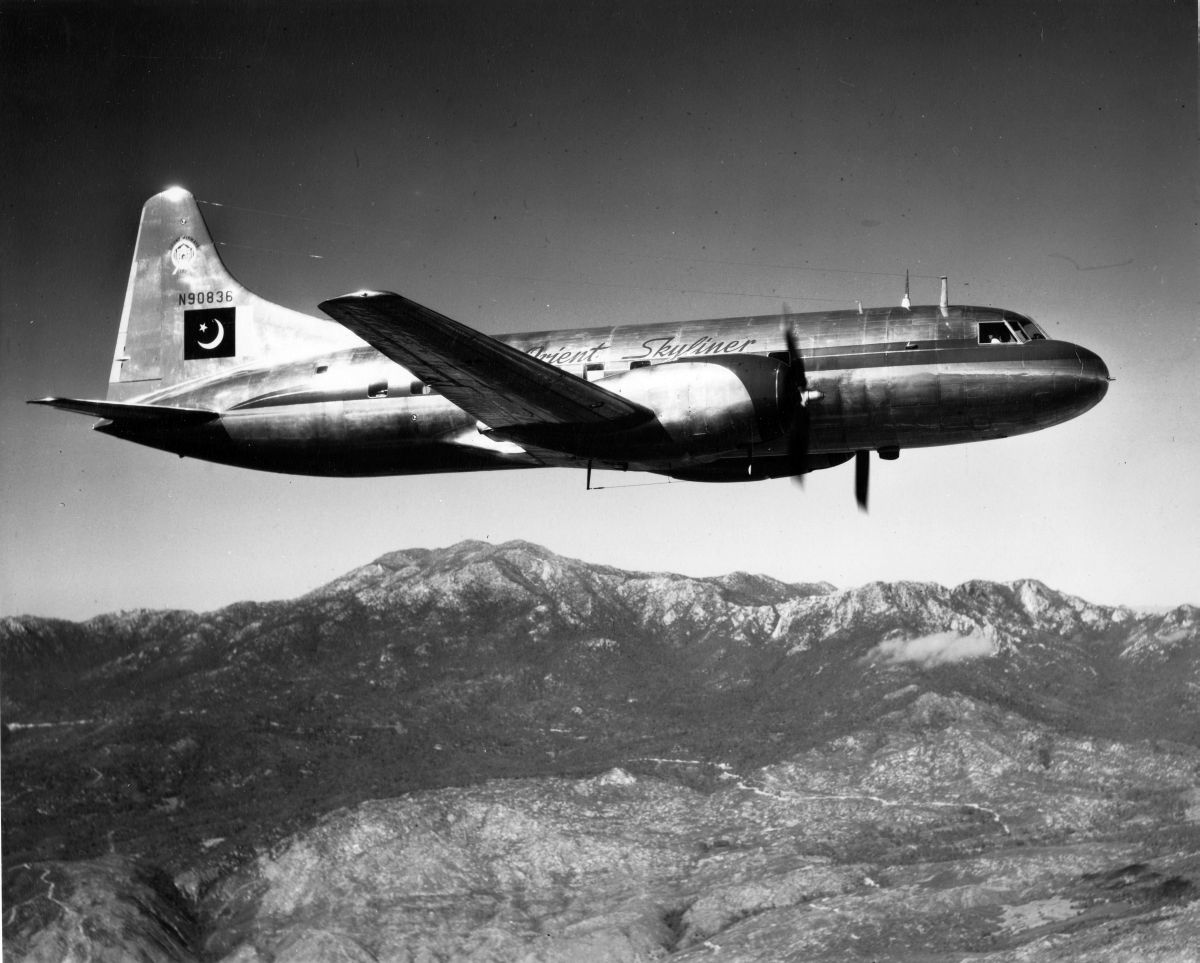
Orient Airways Convair CV-240 в 1947 году

Orient Airways имела следующий состав флота воздушных судов:
| Самолет          | Количество | Заказано | Число пассажиров | Примечания                                                            |
| ---------------- | ---------- | -------- | ---------------- | --------------------------------------------------------------------- |
| Convair CV-240-5 | 3          | —        | 40               | Все самолёты затем переданы в состав Pakistan International Airlines. |
| Douglas DC-3     | 10         | —        | 25               | Все самолёты затем переданы в состав Pakistan International Airlines. |
| Всего            | 13         | —        |                  | Все самолёты затем переданы в состав Pakistan International Airlines. |

### Бывший флот

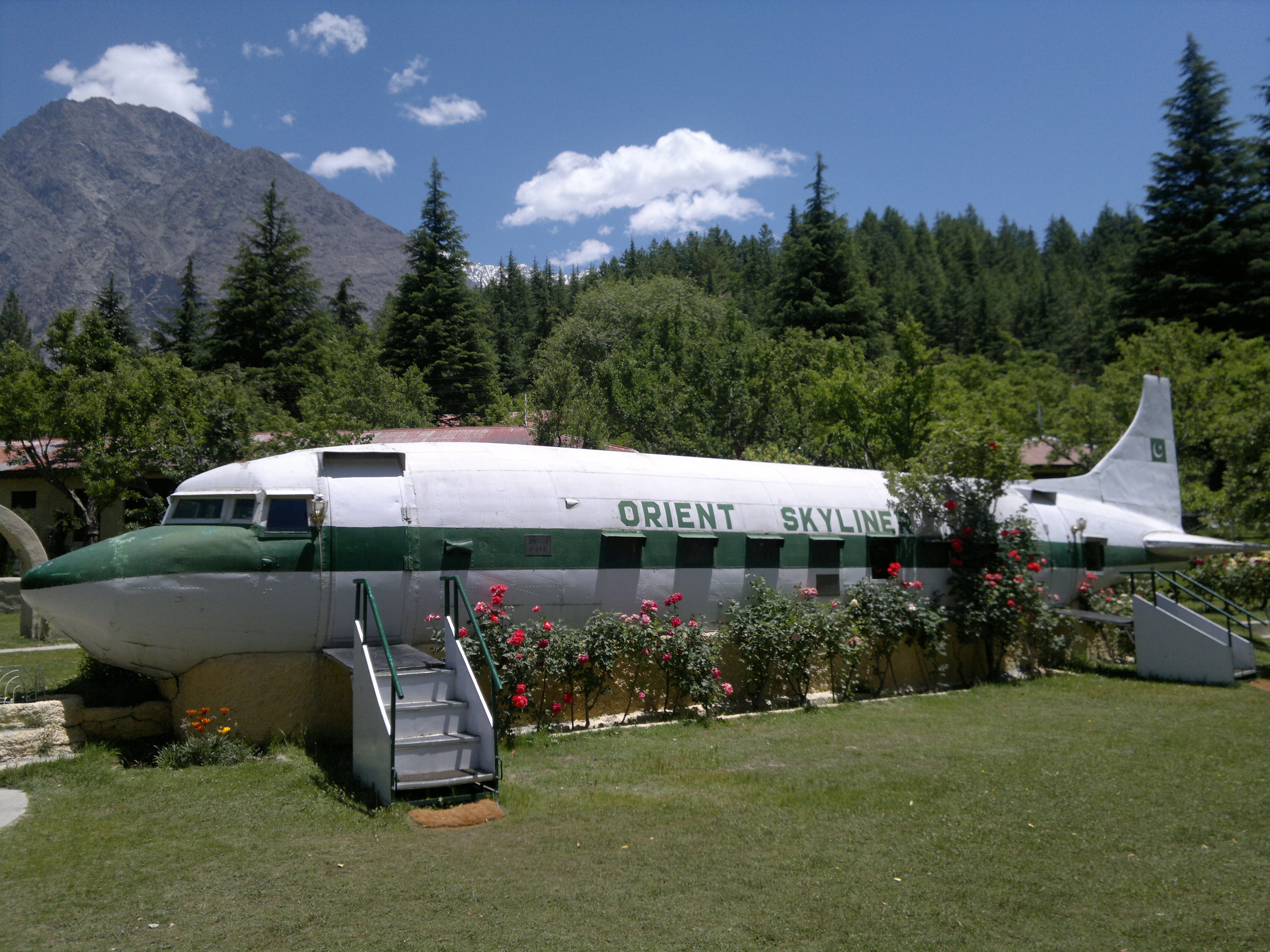
Потерпевший крушение самолёт Douglas DC-3 сейчас используется как кофе-шоп в Shangrila Resort в Скадру

| Самолет      | Количество | Ввод в эксплуатацию | Вывод из эксплуатации | Примечания        |
| ------------ | ---------- | ------------------- | --------------------- | ----------------- |
| Douglas DC-3 | 1          | 1947                | 1953                  | Потерпел крушение |

## Происшествия
Orient Airways потеряла 2 самолёта в авиакатастрофах в 1952 и 1953 годах.
- В октябре 1952 года потерпел крушение самолёт Orient Airways, выполнявший рейс из Карачи в Дакку. Погибло 3 человека[6].
- 3 августа 1953 года Douglas DC-3 перевозил мусульманских паломников на хадж из Карачи до Джидды через Шарджу и Бахрейн. Вскоре после взлёта самолёт попал в зону сильной турбулентности. КВС самолёта забрал управление у второго пилота, но не смог стабилизировать самолёт. Douglas DC-3 начал стремительно терять высоту и рухнул на землю. В результате этой авиакатастрофы погиб один человек из 25, находившихся на борту. Авария произошла из-за потери контроля над самолётом вторым пилотом вскоре после взлёта ночью, когда требовался строгий контроль за приборами. Потеря контроля случилась из-за низкой квалификации второго пилота. Ответственным в аварии был признан капитан самолёта, так как он не смог адекватно контролировать действия второго пилота[7].